# München Heimeranplatz (stacja kolejowa)
München Heimeranplatz – stacja kolejowa w Monachium, w kraju związkowym Bawaria, w Niemczech. Stacja jest obsługiwana jest przez pociągi S-Bahn. Znajdują się tu 2 perony. 
Znajduje się tu również stacja metra Heimeranplatz.